# سید عبدالحمید سجادی
سید عبدالحمید سجادی (زاده ۱۳۳۵ در لعل و سرجنگل، غور، افغانستان - درگذشت در ۵ اسفند ۱۳۶۹ در لاهور، پاکستان) از گروه قومی سادات و از بنیان‌گذاران حزب وحدت اسلامی افغانستان و مسئول شورای ولایتی غور حزب وحدت اسلامی افغانستان بود.

## تولد و کودکی
سید عبدالحمید سجادی فرزند سید محمد حسین در سال ۱۳۳۵ در منطقهٔ لعل و سرجنگل از توابع ولایت غور به دنیا آمد. وی تا سن دوازده سالگی علوم مقدماتی، صرف و نحو و ادبیات را نزد پدرش، سید محمد حسین به پایان رسانید. در این سال‌ها ساکن منطقهٔ جنگان از توابع دایکندی شده و تا سال ۱۳۵۰ صرف میر، جامع المقدمات، سیوطی، کتاب کبری فی المنطق، شرح جامی و حاشیه را نزد پدر و در منزل فرا می‌گیرد. در این سال وی با دختر حاج شیخ قاسم علی از علمای مناطق مرکزی ازدواج کرده و برای ادامه تحصیل در حوزه علمیه نجف به همراه همسر عازم عراق می‌گردد.

## ادامه تحصیل در حوزه نجف و آشنایی با روح‌الله خمینی
پدر سید عبدالحمید نماینده و وکیل روح‌الله خمینی در مناطق مرکزی بود، لذا پس از ورود او به عراق، نامه‌هایی را که پدر وی و سید عبدالحمید کابلی برای خمینی نگاشته بودند و به وی سپرده بودند را نزد خمینی می‌برد. پس از اطلاع روح‌الله خمینی از قصد او برای تحصیل، وی را به شیخ عبدالعلی قره‌ای و آیت‌الله رضوانی توصیه می‌کند تا در حوزه نجف اشرف ثبت نامش کنند. وی در منطقه حنون نجف اشرف سکنی گزیده و درسهایش را نزد آقایان موسوی سنگ تختی، مدرس، شیخ عیسی محقق و محمدی بامیانی شروع کرد. او در جلساتی که توسط روح‌الله خمینی تحت عنوان مبارزه با نفس یا جهاد اکبر برگزار می‌شد حضور فعال داشت تا اینکه به همراه عبدالحسین اخلاقی در حلقه روحانیون مبارز وارد شد و با آقایان منتظری، دعائی و محتشمی ارتباط برقرار کرد. فعالیت‌های وی به حلقه روحانیون مبارز محدود نشد و در نجف، به همراه سایر طلاب دو مجموعه را تشکیل داد. مجموعه‌ای متشکل از طلاب مدرسه بهبهانی که عبارت بود از برادران امینی، معینی، صادقی اشترلی، دیوالک، اخلاقی، پنجابی و مجموعه‌ای دیگر در جدیده، حسینیه سجاد. هدف تشکیل این مجموعه‌ها برگزاری جلسات، بحث و تصمیم‌گیری حول مبارزات با نظام شاهنشاهی افغانستان و پایه‌گذاری صندوقی برای کتابخانه محمدی و جمع‌آوری کتاب بود.

## اخراج از عراق و بازگشت به وطن
پس از مدتی سید عبدالحمید سجادی و برادرش سیدمحمدامین سجادی به همراه جمعی از طلاب از عراق اخراج شدند. او پس از ورود به افغانستان به هرات و کابل رفت و برای جذب نیروهای انقلابی مدتی به ایراد سخنرانی پرداخت و در آنجا با روحانیونی چون شیخ غلام حسین طالب، شیخ اسحاق اخلاقی، محمودی آشنا شد و سپس راهی مناطق مرکزی گشت. پس از بازگشت به مناطق مرکزی، وی اقدام به برپایی حوزه‌ای کرد و در آنجا تصمیم به تدریس برای کودکان و نوجوانان و تربیت آنان گرفت. سید عبدالحمید سجادی در سال ۱۳۵۴، پس از جمع‌آوری وجوهات مردمی برای تحویل آن به نمایندگان روح‌الله خمینی به کابل رفت و از آنجا به همراه سید عبدالحمید ناصر راهی ایران شد.

## بازگشت به ایران و انقلاب اسلامی
پس از ورود سید عبدالحمید سجادی به ایران و بازدید از حوزه‌های علمیه قم و مشهد و همچنین، وجود جو انقلابی و شروع نهضت اسلامی، تصمیم خود را برای اقامت در ایران گرفت، به افغانستان بازگشت و همراه خانواده عازم ایران شد و در مشهد ساکن گردید. وی که پیرو تفکرات انقلابی آن زمان بود، پس از شروع تحصیل در حوزه علمیه مشهد، به مطالعه آثار نویسندگانی همچون روح‌الله خمینی، آیت الله مرتضی مطهری، دکتر علی شریعتی و آیت الله طالقانی پرداخت و به همراه تعدادی از نیروهای انقلابی که به عنوان پیشگامان نهضت اسلامی افغانستان مطرح بودند اقدام به نشر و توزیع آثار جلال الدین فارسی در میان جوانان انقلابی کرد.

سید عبدالحمید سجادی در خاطرات خود از انقلاب اسلامی ایران اینگونه یاد می‌کند:

همزمان با اوج‌گیری مبارزات اسلامی در ایران در ماه رمضان سال ۵۷ مشغول تبلیغ بودم. شوری که در ایرانی‌ها می‌دیدم چنان تحریکم کرده بود که سر از پا نمی‌شناختم، از شدت شوقی که داشتم ساعتها سخنرانی می‌کردم. به تهران که آمدم شاهد تظاهرات عظیمی بودم که زن و مرد شعار می‌دادند و فریاد می‌کشیدند، آتشی درونم شعله‌ور شده بود، انقلاب اسلامی ایران پیروز شد و من در تمام صحنه‌های انقلاب در کنار برادران و خواهران ایرانی ام بودم. اکثر طلاب جوان افغانی ما در صف اول تظاهرات حضور داشتند و ما همیشه در کنار آقایان خامنه‌ای، هاشمی نژاد و طبسی بودیم .

## گروه مستضعفین و سازمان نصر افغانستان
پس از پیروزی انقلاب، سید عبدالحمید سجادی گروه مستضعفین را به همراه چندی دیگر از طلاب به وجود آورد. در ابتدا این گروه با نشر اعلامیه‌ای در هرات و مشهد، مواضع اش را در برابر حکومت کودتای افغانستان و روسیه مشخص کرده و براساس شعار نه شرقی، نه غربی، استقلال، آزادی، جمهوری اسلامی برای نیروهای انقلابی خود خط و مشی تعیین کرده بود و پس از چندین بار تجدید چاپ، منجر به راهپیمایی علیه کودتای ۷ ثور، رفتن به کنسولگری و پائین آوردن پرچم دولت کابل شد. پس از این واقعه، عبدالعلی مزاری و سید اکبر صالحی، از گروه مستضعفین برای پیوستن به سازمان نصر دعوت کردند. طی جلسه‌ای تصویب شد که گروه مستضعفین و سازمان نصر با هم در مشهد فعالیت کنند و به نمایندگی از گروه مستضعفین موحدی در مرکزیت امور قرار گرفت و سید عبدالحمید سجادی خود مشغول برگزاری جلسات آموزشی شد تا زمانی که به پیشنهاد عبدالعلی مزاری، شفق و عرفانی، سید عبدالحمید در مرکزیت فعالیت‌های سازمان در مشهد قرار گرفت. در سال ۱۳۶۰، وی به همراه آقایان خلیلی، افتخاری، ناطقی، موحدی و معصومی به افغانستان برگشتند تا زمینه‌های ایجاد وحدت سرتاسری را ایجاد کنند.

## سو قصد و ترور ناموفق
در سال ۱۳۶۸، قبل از تشکیل حزب وحدت اسلامی افغانستان سید عبدالحمید سجادی حین گرفتن وضو، مورد سوء قصد جانی قرار گرفت اما ترور ناموفق بود و وی تنها از ناحیه پا دچار آسیب شد. ضاربین توسط نیروهای انقلابی دستگیر شدند اما او با این توجیه که شاید اتفاقی بوده و انسان جائز الخطاست عوامل ترور را، آزاد می‌کند. سید عبدالحمید در نامه‌ای به خانواده اش در این باره می‌نویسد:

روز ۱۲ محرم در منطقه پخگ قبل از آغاز برنامه سخنرانی به قصد وضو بیرون شدم و در هنگام گرفتن وضو و در حالیکه خم بودم مورد اصابت گلوله قرار گرفتم. باصدای تیر درفاصله سه ثانیه احساس کردم که مرمی به من اصابت کرده. با زمزمه لااله الاالله، الله اکبر یا اباعبدالله مقداری راه رفتم، دیدم بی حال شدم و در ذهنم آمد که شاید رفتنی هستم، نشستم و می‌خواستم آخرین صحبتهایم را با مردمم که با گریه و ناله دورم اجتماع کرده بودند بزنم اما دیدم زخم گوشتی است و از ناحیه نزدیک حلق زانو گلوله وارد شده و از ناحیه گوشتی آن طرف خارج شده و مرمی دیگر از پشت زانو و ران سطحی بوده که با ریختن مقداری الکل از خونریزی جلوگیری شد و آسیب جدی وارد نشده‌است.

## تشکیل حزب وحدت اسلامی افغانستان
نطفهٔ حزب وحدت زمانی بسته شد که سید عبدالحمید سجادی به همراه آقایان اکبری و قربانعلی عرفانی یکاولنگی در بهار سال ۱۳۶۷ با هم در مورد رفع اختلافات گفتگو کردند و زمینهٔ نشست مسؤولین سازمان نصر و پاسداران جهاد اسلامی را در منطقهٔ پنجاب فراهم ساختند. همه مسؤولین و فرماندهان سازمان نصر و پاسداران جهاد اسلامی در تاریخ ۲۴/۴/۶۷ در مرکز فرمانداری پنجاب گردهم آمدند و به مدت چهار روز سخنرانی و گفتگو نمودند که در پایان این گردهمایی قطعنامه‌ای در شانزده ماده صادر شد و زمینهٔ اتحاد سازمان نصر و پاسداران جهاد اسلامی را فراهم کرد.
بعد از اتحاد سازمان نصر و پاسداران جهاد، سایر گروه‌های شیعی نیز برای پیوستن به این اتحاد دعوت شدند. در گردهمایی بهسود که با شرکت نمایندگان نیروی اسلامی، نهضت اسلامی، حرکت اسلامی، سازمان نصر، پاسداران جهاد و نیروی صلح برگزار شد سازمان نیرو و نیروی صلح، به اتحاد پیوستند و در گردهمایی جاغوری در مورخهٔ ۶/۹/۶۷ نهضت اسلامی، دعوت اتحاد اسلامی و جبهه ی متحد انقلاب اسلامی نیز به اتحاد پیوسته و منشور وحدت را امضا کردند. در این نشست اعضای شورای مرکزی اتحاد تعیین گردید و بامیان به عنوان مرکز انتخاب شد. سرانجام در گردهمایی بامیان، نمایندگان و مسؤولین احزاب شیعه از ۱۳ ولایت اکثراً شیعه‌نشین افغانستان شرکت نمودند و طی ۹ روز بحث و گفتگو، با سوگند به قرآن با هم وحدت نموده و میثاق وحدت را در۲۰ ماده امضا کردند و احزاب خود را منحل اعلام نمودند.

## کشته شدن
سید عبدالحمید سجادی پس از تشکیل حزب وحدت اسلامی افغانستان به عنوان عضو شورای مرکزی و مسئول شورای ولایتی غور این حزب شناخته شد. وی در حوت (اسفند) ۱۳۶۹ برای شرکت در اجلاس سران احزاب و ساماندهی دفاتر نمایندگی حزب وحدت راهی پاکستان شد و در ۵ حوت (اسفند) ۱۳۶۹ در لاهور پاکستان و پس از سخنرانی در جمع رهبران احزاب افغانستان به طرز مشکوکی در یک حادثه رانندگی جان باخت، برخی معتقدند که سانحه رانندگی از پیش طراحی شده و یک ترور سازماندهی شده بوده‌است، وی در مشهد در جوار حرم امام رضا به خاک سپرده شد.
عبدالعلی مزاری در سخنرانی مراسم تشییع پیکر سید عبدالحمید می‌گوید:
ما به قاطعیت می‌توانیم بگوییم که بنیانگذار این وحدت که خواست تمام ما و تمام شهدای ما و تمام مجاهدین ما است، این سید بزرگوار و مجاهد و عارف و مخلص می‌باشد. امروز شما که جمع شده‌اید از خاطر شهادت این شهید بزرگوار ما، در واقع این عمل شما احترام گذاشتن به انقلابتان و ارزشهایتان است.
سید عبدالحمید سجادی در بخشی از وصیت‌نامه خود نوشته‌است: برای ما آنچه مطرح است، تداوم انقلاب اسلامی است ولو اینکه سالها طول بکشد و به پیروزی برسیم یا نرسیم؛ آنچه مهم است عمل به تکلیف الهی است نه چیز دیگر.